# Lucas Scaglia
Lucas Daniel Scaglia (Rosario, Argentina; 6 de mayo de 1987) es un exfutbolista argentino. Jugaba como mediocampista ofensivo y su primer equipo fue Newell's Old Boys.

## Trayectoria
Se formó en las divisiones inferiores de Newell's Old Boys en su ciudad natal Rosario, en donde jugó con Lionel Messi, a su vez es primo de la esposa de éste, Antonela Rocuzzo.
Luego ficharía por el Terrassa FC de España donde jugaría unas dos temporadas. En 2009 viajaría a Grecia y ficharía por el Panserraikos, para el 2010 se marcha a otro equipo esta vez al Trikala FC y en el Kalloni FC del mismo país.
En el 2012 volvería a Sudamérica para fichar por el Club Bolívar, donde jugaría la Copa Libertadores y posteriormente en el Once Caldas. Para el segundo semestre de 2013, Scaglia pasa a las filas del Deportivo Cali, equipo con el cual jugó la final de la Liga colombiana y Super Liga.
Tras su paso por el Deportivo Cali, el jugador ficha a mediados del 2014 por el club croata, HNK Rijeka.
A partir del año 2015 comenzó su carrera en el fútbol de Estados Unidos. Formó parte de Las Vegas Lights, tras haber pasado por Jacksonville Armada y Los Angeles Wolves.

## Clubes
| Club                 | País           | Año       |
| -------------------- | -------------- | --------- |
| Newell's Old Boys    | Argentina      | 2007-2009 |
| Terrassa Futbol Club | España         | 2009      |
| Panserraikos         | Grecia         | 2010      |
| Trikala FC           | Grecia         | 2010-2011 |
| Kalloni FC           | Grecia         | 2011      |
| Bolívar              | Bolivia        | 2012      |
| Once Caldas          | Colombia       | 2012-2013 |
| Deportivo Cali       | Colombia       | 2013-2014 |
| HNK Rijeka           | Croacia        | 2014      |
| Jacksonville Armada  | Estados Unidos | 2015-2017 |
| Los Angeles Wolves   | Estados Unidos | 2017-2019 |
| Las Vegas Lights     | Estados Unidos | 2019      |

## Palmarés
| Título                | Equipo         | País     | Año  |
| --------------------- | -------------- | -------- | ---- |
| Superliga de Colombia | Deportivo Cali | Colombia | 2014 |